# Kathedrale St. Mariä Himmelfahrt (Oradea)

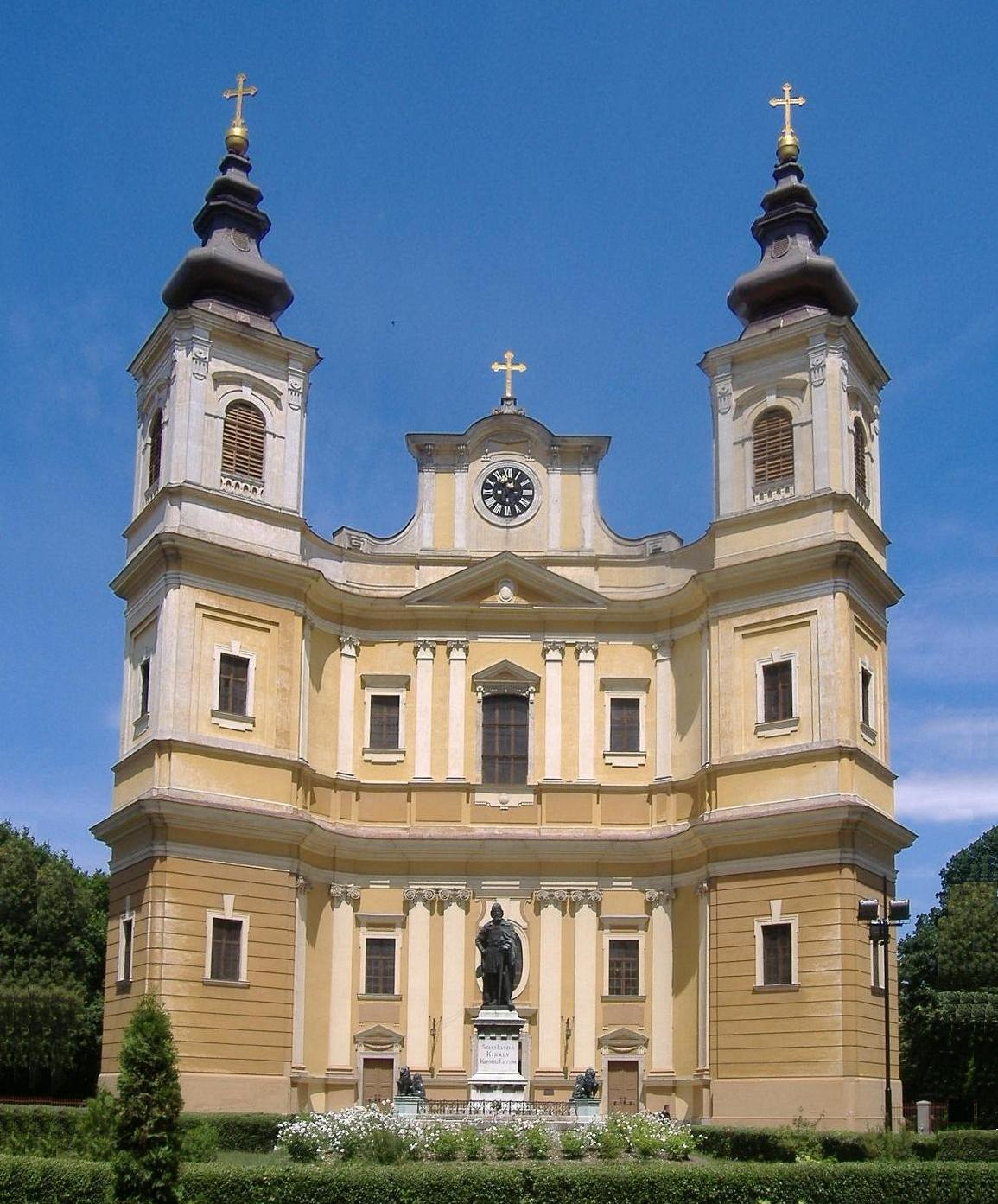
Kathedrale St. Mariä Himmelfahrt

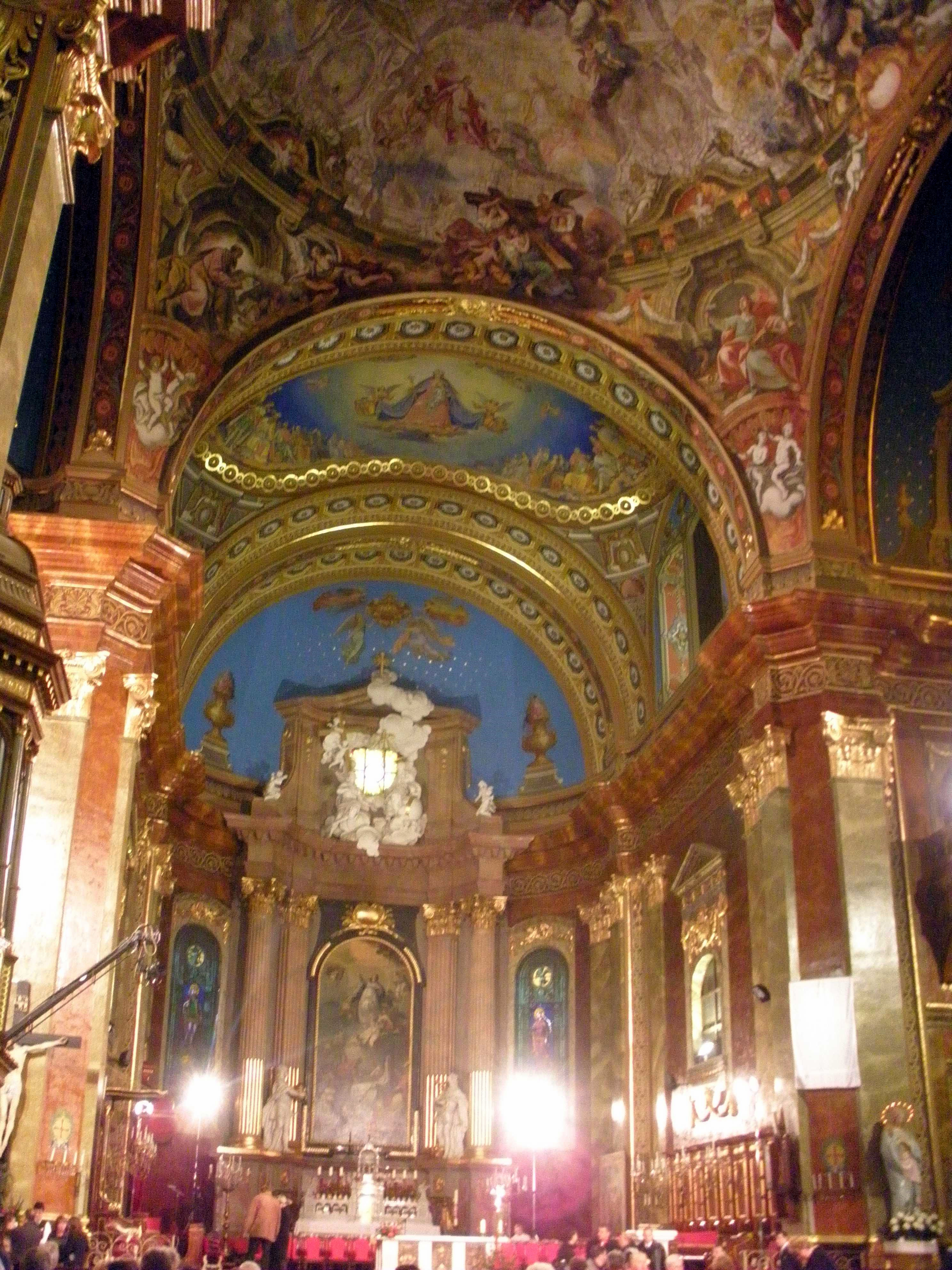
Chor

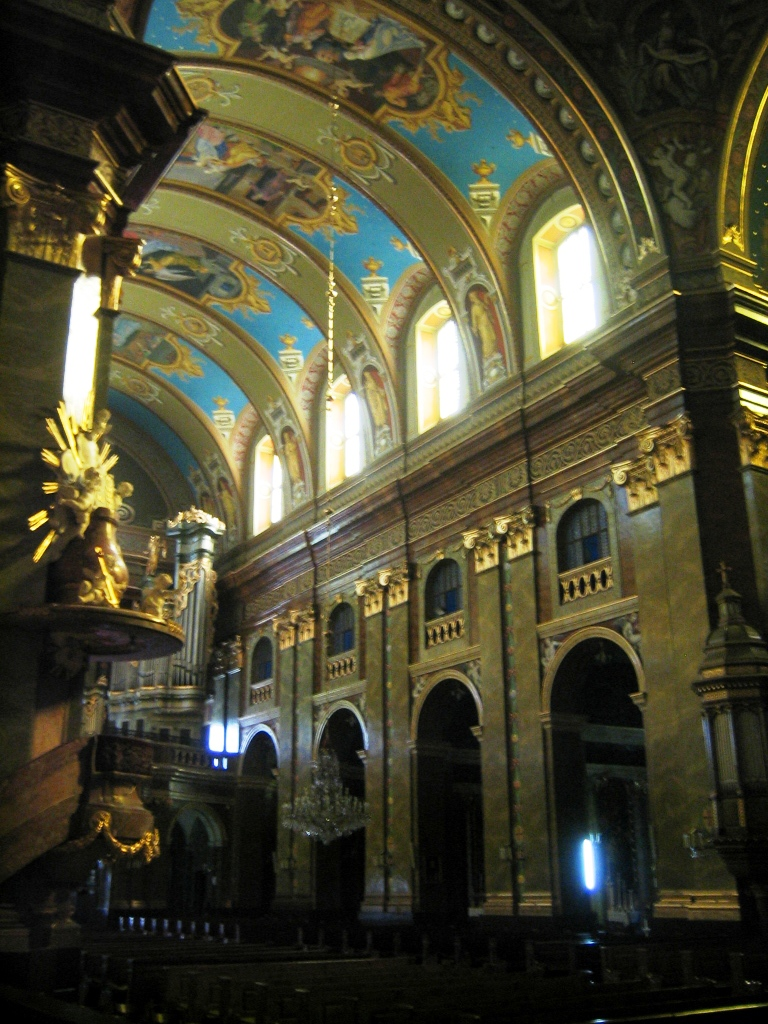
Langhaus

Die Kathedrale St. Mariä Himmelfahrt (rumän. Catedrala Adormirea Maicii Domnului) in Oradea (Großwardein, ung. Nagyvárad) ist die Bischofskirche des römisch-katholischen Bistums Oradea Mare und die größte Barockkirche Rumäniens. Sie wurde 1752–1780 erbaut nach Plänen des Architekten Giovanni Battista Ricca aus Pambio im Tessin.. Von den Ungarn wird sie St.-Ladislaus-Kathedrale (Szent László-székesegyház) genannt. Papst Johannes Paul II. verlieh ihr 1991 den Ehrentitel einer Basilica minor.

## Geschichte
Das Bistum Großwardein gilt als Gründung König Ladislaus’ im Jahr 1083. Die romanische Kathedrale wurde nach Beschädigung beim Tatareneinfall 1241 in der ersten Hälfte des 14. Jahrhunderts durch einen gotischen Neubau ersetzt. Das Kirchengebäude befand sich innerhalb der Zitadelle und war Grabstätte mehrerer Angehöriger des ungarischen Königshauses, darunter des Kaisers Sigismund von Luxemburg. Die Gräber, darunter auch die des hl. Ladislaus I. und des hl. Emmerich, wurden in der zweiten Hälfte des 16. Jahrhunderts zerstört, wobei dies von der ungarischen Historiographie den Osmanen angelastet wird, von der rumänischen aber den protestantischen Aufständischen. Nach dem Sieg der calvinistischen Reformation in Stadt und Region im Lauf des 16. Jahrhunderts begann die Kathedrale zu verfallen. Während der kriegerischen Auseinandersetzungen des 17. Jahrhunderts wurde die Ruine zur Gewinnung von Bau- und Festungsmaterial abgetragen.
Nach einigen Jahren unter osmanischer Herrschaft war Großwardein von 1692 bis 1918 Teil des Habsburgerreichs. Im 18. Jahrhundert erfolgte eine intensive Bautätigkeit unter Leitung des Wiener Architekten Franz Anton Hillebrandt, die aus Großwardein eine Barockstadt machte. In diesem Zusammenhang wurde zunächst 1720–1741 die Interimskathedrale St. Ladislaus erbaut und ab 1752 die Marienkathedrale.

## Architektur und Ausstattung
Die Kirche im Stil des Spätbarock mit Einflüssen des Klassizismus ist eine genordete Basilika auf Kreuzgrundriss. Die Seitenschiffe des Langhauses sind durch Querwände in Kapellen unterteilt. Das Langhaus überspannt ein Tonnengewölbe mit Gurtbögen. Die Schaufassade im Süden wird von zwei diagonal gestellten Türmen mit welschen Hauben flankiert.
Im Inneren ist die reiche Ausmalung und Ausstattung weitgehend original erhalten. Besondere Verehrung genießt das Brustreliquiar des heiligen Ladislaus, das seine Schädelreliquie enthält.